# Парагорий из Ноли
Парагорий (итал. Paragorio da Noli; Ноли, IV век — Корсика, IV век) — святой воин, мученик из Ноли. День памяти — 7 сентября.
Имеется очень мало сведений, касающихся святого Парагория. Согласно лигурийским преданиям, он родился в Ноли в благородной семье. Впоследствии посвятил себя военной карьере.
Он был направлен в качестве миссионера на Корсику. С ним отправились его сослуживцы, воины Северин, Партенопей и Партей (итал.: Severino, Partenopeo e Parteo), также уроженцы Ноли. Там они приняли мученическую кончину.
Согласно некоторым гипотезам, основанным на греческом происхождении имени Парагория и его воинов, возможно, он был византийским военачальником, дислоцированным в Ноли и жившим примерно в VII или VIII веке. К этому времени восходит первая церковь Сан-Парагорио в Ноли, которая позже, в XI веке, была перестроена.
Парагорио обычно изображают рыцарем вместе со его тремя сослуживцами. Также его изображают в солдатской одежде верхом на лошади, держащим флаг Ноли. Его почитание также широко распространено в Эро, что во Франции.